# دعارة
الدعارة أو البغاء هي فعل استئجار أو تقديم أو ممارسة خدمات جنسية بمقابل مادي. والمصطلح له عدة تعاريف فالبعض يعتبر الدعارة ببساطة «بيع الخدمات الجنسية»، بدون أدنى إشارة إلى التمييز بين الدعارة القسرية والدعارة الطوعية.
الدعارة ظاهرة قديمة ويربط البعض[من؟]منشأ الدعارة مرتبطاً ارتباطاً وثيقاً بالفقر. يعتبر البعض مفهوم الدعارة مرتبطا بمفهوم توازن القوى ورمز القهر في المجتمع، ويورد هذا التيار مثال تعرض البعض لتحرشات من قبل صاحب العمل لأسباب اقتصادية، بينما يذهب البعض[من؟]إلى تحليلات أعمق فيعتبرون ممارسة أية مهنة أو التفوه بأية فكرة أو موقف سياسي من أجل المال فقط أو المنفعة والمصالح نوع من الدعارة.[بحاجة لمصدر]
هناك العديد من جمعيات الدفاع عن حقوق الإنسان مثل جمعية «المساواة الآن» ومقرها نيويورك، تذكر أن تعريف الدعارة يعنى ضمنياً ممارسة الجنس إجباراً وقسراً، مهما كان مصدر هذا الإكراه أو القسر، لأن الأوضاع الاقتصادية المتردية تجبر كثيرا من المومسين على احتراف هذه المهنة. وفي هذه الحالة ليس هناك خيار أمام للفرد سوى بيع الجسد، أو الموت جوعاً، ولذلك فإن عنصر القبول أو الموافقة يعتبر غير متوفر وليس بالضرورة استخدام القوة أو الخداع من قبل النخاسين ضد ضحاياهم من الأفراد. المدافعون عن تنظيم الدعارة في إطار قانوني يرون أنها ستكون موجودة في كل الأحوال، ولن تتوقف سواء أن نظمتها الدولة أم تجاهلتها، غير أن تنظيمها سيعود بالنفع على الحكومة التي ستحصل ايرادات ضريبية كبيرة، وعلى العاملين بصناعة الجنس الذين سيتم حمايتهم من أخطار صحية واجتماعية كثيرة.

## الناحية الاقتصادية والاثار الاجتماعية
تختلف مدفوعات البغايا وأجورهنّ حسب الظروف الاقتصادية في بلدانهن. تعتمد البغايا اللاتي تقدمن الخدمات لعملاء أجانب، مثل المسافرين بغرض العمل، على الظروف الاقتصادية الأجنبية الجيدة. قد يختلف الدفع وفقًا للتنظيمات التي يضعها القوادون، وأصحاب بيوت الدعارة، والسيدات، والوسطاء، الذين يأخذون نسبة من دخل البغايا. قد تعتمد الأسعار على الطلب، إذ يمكن أن تكسب البغايا المشهورات والراقيات مبالغ كبيرة من المال (تصل إلى 5000 دولار لكل عميل)، وقد تتلقى العذارى مدفوعات أعلى.

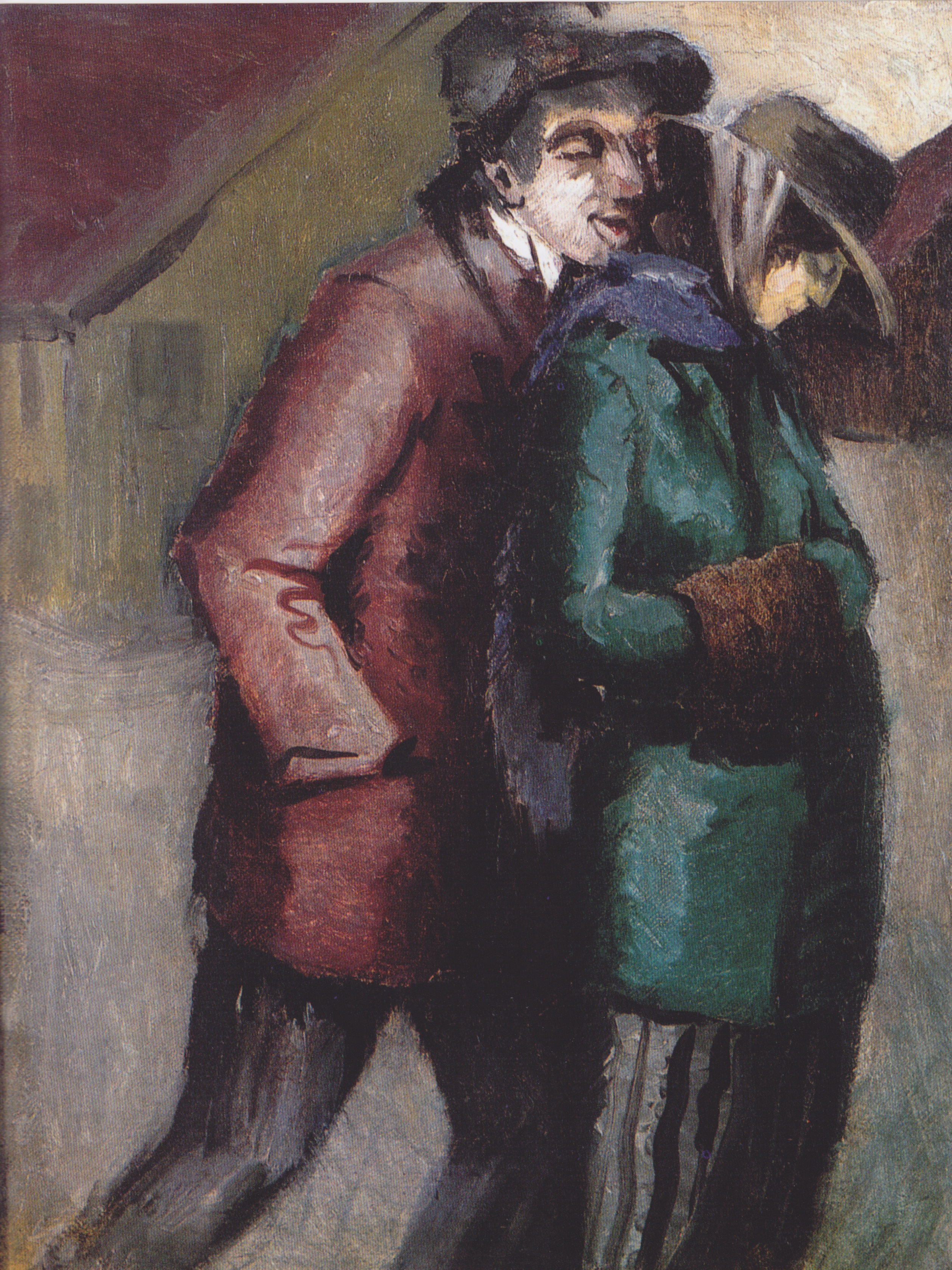
تؤدي الدعارة إلى الخراب وتفكك الأسرة وتدمير حياة المرأة ومستقبلها.

في المقابل فإن لمثل هذه الاعمال تبعات خسائر وعواقب اقتصادية ومجتمعية وشيوع جرائم الاجهاض وارتفاع معدلات الإصابة بالأمراض المنقولة جنسيًا، والسلوكيات الخطرة بما فيها تعاطي الكحول والمخدرات يصل إلى 77%، فضلاً عن المشاكل الجسدية والنفسية، والتعرض للاستغلال والاعتداء الجنسي، ومُعدلات حوادث العنف

## القوانين

### المواقف
تشمل المواقف المحتملة تقريبًا ما يلي:
- «ينبغي على المجتمع أن يتقبّل الدعارة»:
  - إلغاء التجريم: «عدّ الدعارة عمل كغيره من الأعمال. لا ينبغي أن تخضع أماكن صناعة الجنس لأي لائحة أو قوانين خاصة»، كما هو الحال في نيوزيلندا حاليًا، إذ أُلغيت القوانين التي تحظر تشغيل بيوت الدعارة والقوادة والبغاء في الشوارع، لكن من النادر أن تُنظَّم الدعارة. يستشهد مؤيدو هذا الرأي غالبًا بحالات من التنظيم الحكومي بموجب التشريع معتبرين إياها تدخلًا أو إذلالًا أو عنفًا، إنما يشعرون أن التجريم يؤثر سلبًا على العاملين بالجنس. تعدّ منظمة العفو الدولية من المجموعات البارزة التي تدعو إلى إنهاء تجريم الدعارة.[4][5]
  - قانونيّ ومنظم: عدّ الدعارة عملًا مشروعًا، كاعتبار أن الدعارة وتوظيف البغايا قانونيان، لكنهما منظمان بنفس الوقت، كما هو الوضع في هولندا وألمانيا ومعظم أستراليا ومناطق من نيفادا. تختلف درجة التنظيم كثيرًا، إذ لا يُطلب من البغايا مثلًا في هولندا الخضوع لفحوصات طبية إلزامية، بينما تكون اللوائح صارمة للغاية في نيفادا.[6]
- «لا ينبغي التسامح مع الدعارة»:
  - الإبطاليّة (لا تعدّ الدعارة ذاتها محظورة، إلا أن معظم الأنشطة المرتبطة بها غير قانونية، في محاولة لجعل ممارسة الدعارة أكثر صعوبة، والبغاء محظور بشدة ويُنظر إليه على أنه مشكلة اجتماعية): الدعارة (تبادل الخدمات الجنسية مقابل المال) قانونية، ولكن الأنشطة المرتبطة بها مثل الاستدراج في الأماكن العامة وتشغيل بيت للدعارة وأشكال القوادة الأخرى محظورة. يشبه ذلك الوضع في بريطانيا العظمى، إذ تعد الدعارة «إزعاجًا عامًا وجريمة جنسية»، وكذلك في إيطاليا.[7]
  - الإبطالية الجديدة (الدعارة مسيئة بطبيعتها، وهي سبب لعدم المساواة وعاقبة لها، وشكل من أشكال العنف ضد المرأة، وانتهاك لحقوق الإنسان، واستغلال للبغايا من قبل العملاء): لا تُقاضى البغايا، إنما يُحاكم الزبائن والقوادون، كما هو الحال في السويد وفرنسا والنرويج وآيسلندا (القانون في النرويج أكثر صرامة، إذ يُمنع أيضًا ممارسة الجنس مع باغية خارج البلاد).[8]
  - التحريم (يُجرّم كل من البغايا والزبائن ويُنظر لهم على أنهم لا أخلاقيون، ومجرمون): الموقف السائد في كل مكان تقريبًا في الولايات المتحدة، مع استثناءات قليلة في بعض مقاطعات نيفادا الريفية.[9]

يُجادل حول القوانين المطبقة على العمل بالجنس في بعض البلدان، كاستنكار الموقف القانوني المتمثل في معاقبة القوادين مع الإبقاء على العمل بالجنس قانونيًا ولكن «بالخفاء» وبشكل خطر، باعتباره منافقًا، ويقترح المعارضون إما السير في طريق الإلغاء الكامل وتجريم العملاء أو جعل العمل بالجنس عملًا منظمًا.
تنشط مجموعات للدفاع عن العاملين بالجنس في العديد من البلدان، وتضغط ضد تجريم البغايا والتمييز الممارس ضدهن. تعارض هذه المجموعات بشكل عام التنظيم والرقابة كما هو في ولاية نيفادا، مشيرة إلى وجوب معاملة الدعارة مثل المهن الأخرى. تنشط مجموعة كويوتي (اختصارًا لجملة ألغِ أخلاقياتك القديمة البالية) في الولايات المتحدة الأمريكية، ولجنة العمل المعنية بالبغاء في أمريكا الشمالية. تعدّ منظمة سكارليت آلينس المنظمة الرائدة مجال حقوق العاملين بالجنس في أستراليا. تشمل المنظمات الدولية لحقوق البغايا اللجنة الدولية لحقوق البغايا وشبكة مشاريع العمل بالجنس.
تركز مجموعات أخرى- ذات خلفيات دينية غالبًا- على تقديم مخرج للنساء من عالم الدعارة مع عدم اتخاذ موقف بشأن المسألة القانونية.
تعدّ الدعارة قضية مهمة في الفكر النسوي والنشاط النسوي. يعارض العديد من النسويين/النسويات الدعارة، التي يرون أنها شكل من أشكال استغلال المرأة وهيمنة الذكور على النساء، وممارسة ناتجة عن النظام المجتمعي الأبوي القائم. يجادل هؤلاء النسويون بأن الدعارة ذات تأثير سلبي للغاية، على البغايا أنفسهن وعلى المجتمع ككل، لأنها تعزز الآراء النمطية عن النساء، اللاتي يُنظر إليهن على أنهن أشياء جنسية يمكن أن يستخدمها الرجال ويساء معاملتها. يرى نسويون آخرون أن الدعارة يمكن أن تكون خيارًا صالحًا للنساء اللواتي يخترن الانخراط فيه، وينبغي من وجهة النظر هذه التمييز بين الدعارة والبغاء القسري، وينبغي على النسويين دعم نشاط العاملات بالجنس ضد الانتهاكات التي ترتكبها صناعة الجنس والنظام القانوني.
صوت أعضاء البرلمان الأوروبي في فبراير عام 2014 على قرار غير ملزم، (جرى تبنيه بأغلبية 343 صوتًا مقابل 139، وامتناع 105 عن التصويت)، لصالح «النموذج السويدي» لتجريم شراء خدمات الجنس، ولكن ليس بيعها.

### الشرعية
تختلف حالة الدعارة قانونيًا على نطاق واسع في جميع أنحاء العالم، مما يعكس آراء مختلفة حول الضحية والاستغلال، وعدم المساواة، والأدوار الجندرية، والمساواة بين الجنسين، والأخلاق والآداب، وحرية الاختيار، والأعراف الاجتماعية التاريخية، والتكاليف والفوائد الاجتماعية.
تميل الموضوعات القانونية إلى معالجة أربعة أنواع من القضايا: حالة الضحية (بما في ذلك احتمالية معايشة دور الضحية)، والأخلاق والآداب، وحرية الاختيار، والمنفعة العامة أو الضرر الذي يلحق بالمجتمع (بما في ذلك الضرر الناشئ بشكل غير مباشر عن الأمور المتعلقة بالبغاء).
يمكن اعتبار الدعارة شكلًا من أشكال الاستغلال (كما هو الحال في السويد والنرويج وآيسلندا، حيث يعّد شراء الخدمات الجنسية- ليس بيعها- غير قانوني، فالعميل هو مقترف الجريمة، لسن البغايا)، أو مهنة مشروعة (كما هو الحال في هولندا، وألمانيا، حيث تُنظم الدعارة كمهنة) أو جريمة (كما هو الحال في العديد من البلدان الإسلامية، حيث تواجه البغايا عقوبات صارمة).
يختلف الوضع القانوني للبغاء من بلد إلى آخر، من كونه قانونيًا واعتباره مهنة إلى المعاقبة عليه بالإعدام. تحظر بعض الولايات القضائية فعل الدعارة (تبادل الخدمات الجنسية مقابل المال)، بينما لا تحظر البلدان الأخرى الدعارة نفسها، ولكنها تحظر الأنشطة المرتبطة بها عادةً (الاستدراج في مكان عام، وإدارة بيت للدعارة، والقوادة، وما إلى ذلك)، مما يصعّب ممارسة الدعارة دون أي انتهاك قانوني، وتعدّ الدعارة قانونية ومنظمة في عديد قليل من البلدان.
تبنت الجمعية العامة للأمم المتحدة في عام 1949 اتفاقية تنص على أن «الدعارة والسوء المصاحب للاتجار بالأشخاص لغرض الدعارة يتعارضان مع كرامة الإنسان وقيمته»، وتطالب جميع الأطراف الموقعة بمعاقبة القوادين وأصحاب بيوت الدعارة والعاملين فيها وإلغاء جميع المعاملات الخاصة أو تسجيل البغايا. وافقت 95 دولة شملت فرنسا وإسبانيا وإيطاليا والدنمارك على الاتفاقية اعتبارًا من يناير 2009، بينما لم توافق 97 دولة عضو أخرى شملت ألمانيا وهولندا والمملكة المتحدة والولايات المتحدة.

## الدعارة والقانون

Decriminalization – لا عقوبات جنائية على البغاء
Legalization – البغاء قانوني ومنظم
Abolitionism – البغاء قانوني ولكن ليس منظم ، اما الأنشطة المنظمة مثل بيوت الدعارة والقوادة غير قانونية
Neo-abolitionism – غير قانونية باستثناء الاعمال الفردية
Prohibitionism – البغاء غير قانوني بالمطلق ويعاقب عليه القانون
تختلف الشرعية باختلاف القوانين المحلية

رغم تواجدها في جميع أنحاء العالم إلا أن الظروف المحيطة بالدعارة سواء من ناحية العاملين بها أو القوانين الخاصة بتنظيمها أو منعها تختلف وتتفاوت من بلد لآخر. تختلف الحالة القانونية للدعارة من بلد لآخر، من كونها قانونية تماماً وتعد مهنة إلى المعاقبة عليها بالإعدام.
فعديد التشريعات القضائية تعرف فعل الدعارة بأنها (مبادلة المال بالممارسة الجنسية أو الجماع)، في حين أن بلدان أخرى لاتجرم فعل الدعارة في حد ذاته بل تجرم النشاطات المرتبطة بها عادة من قبيل (الدعوة لممارسة الجنس في مكان عام، تشغيل بيت للدعارة، القوادة مايجعل أمر ممارسة الدعارة صعبا دون خرق القانون، في بلدان قليلة أخرى فان الدعارة مصرح بها قانونا وتحت الاشراف.

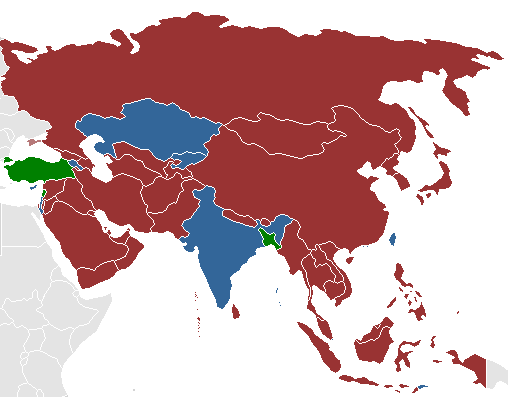
قوانين الدعارة في أجزاء مختلفة من آسيا.
الدعارة مصرح بها قانونا ومنظمة
الدعارة مصرح بها قانونا لكن تنظيمها غير قانوني
الدعارة غير قانونية
لا توجد بيانات

## أنواع من الدعارة
يقسم البعض ظاهرة الدعارة في الدول العربية إلى ثلاثة أقسام:
1. ظاهرة شبه علنية تنتشر في الدول التي تعتمد على السياحة والوافدين الأجانب حيث تمارس الدعارة في الفنادق والشقق المؤجرة.
2. ظاهرة الدعارة في الخفاء، وتكثر في الدول التي تضع عقوبات مشددة عليها.
3. منظمة لها أرباب يسمون بالقوادين حيث تعمل عدة عاهرات لحساب قواد يقوم بتوظيفهم كمبدأ الشركات الربحية، ويجدر بالذكر أن هذا النوع من الدعارة هو الأخطر والذي يخضع لأشد العقوبات صرامة.
4. والدعارة نوعان دعارة نسائية وهي المشهورة والغالبة في العالم ودعارة الذكور وقد تشمل ممارسة الجنس بين الرجل والرجل أو بين الرجل والمرأة بحيث تكون المرأة هي الزبون الذي يدفع. وقد صارت هذه الأخيرة منتشرة في الدول السياحية الفقيرة حيث تستغل السائحات المتقدمات في السن أو المطلقات أو اللاتي لا ميول لأبناء جنسيتها إليها فتضطر إلى دفع المال والحصول على شباب فقراء تستمتع معهم للتعويض عن النقص الحاصل لديها. أو نساء الطبقة الارستقراطية اللواتي يسعين وراء المتعة مع شباب من الطبقة الفقيرة مقابل المال أو الهدايا.

## الآراء الدينية

### في الإسلام
تعتبر الدعارة في الإسلام محرمة حرمة مطلقة، وتنزل في القرآن بمعنى البغاء، وهناك العديد من الآيات القرآنية التي تحرم الدعارة بالمطلق وعقوبة الدعارة في الإسلام هي الجلد مائة جلدة للزاني أو الزانية وتغريب سنة، أما إذا كان ممارس/ممارسة الدعارة محصناً أو محصنة (أي متزوجاً أو متزوجة) فإن العقوبة تصل إلى الإعدام رمياً بالحجارة.
وعلى الرغم من قسوة العقوبة فقد وضع الإسلام قوانين تجعل تطبيق العقوبة بحق مرتكبي الدعارة أمراً في منتهى الصعوبة، إذ يشترط في معاقبة ممارس الدعارة أن يعترف هو شخصياً بممارستها أو أن يكون هناك أربعة شهود شاهدوا عملية ممارسة الجنس بشرط رؤية الزاني رؤية واضحة لا مجال للشك فيها حال كون جزء من قضيبه (الحشفة أو أكثر) غائباً في مهبل الزانية، وعدم عدول أي من الشهود الأربعة عن شهادته والا يصبح الثلاثة الباقين (أو الأقل) من الشهود مدانين بتهمة قذف الرجل والمرأة ويقام عليهم حد القذف. كما يضع الإسلام عقوبات صارمة على أولئك الذين يتهمون النساء بممارسة الدعارة بدون وجود دليل قاطع أو أربعة شهود.

### في المسيحية واليهودية
الدعارة في المسيحية واليهودية محرمة حرمة مطلقة. وتعتبر زنا. ولذلك من يمارسها يكون خاطئ حسب وصايا الله العشر وبالأخص وصية (لا تزن).
الدعارة حسب رسالة رومية والإصحاح الأول هي نتيجة لبعد البشر عن الله، كما ان المسيح جعل النظرة مع الشهوة كمن زنا

## مصطلحات
بسبب حرمة الدعارة والثقافة المعادية لممارسيها في العديد من المجتمعات، فقد ظهرت أسماء عديدة تصف ممارسيها، يتسم معظمها بالبذاءة، وهي مسميات نابية تستخدم للشتيمة في معظم الأحيان. إلا أن لمعظم هذه المسميات معانٍ دقيقة. فتوصف العاهرة مثلاً بعدة أسماء كـ «شَرْموطَة» وهي كلمة نابية وتعني المرأة التي تمارس الدعارة لمتعتها الشخصية، ومن الممكن أن تتقاضى أجراً أو لا تتقاضى أجراً معيناً.
و«شلِكِّة» التي تصف ممارسات الدعارة اللواتي يتقاضين أجراً مقابل عملهن. وفي اللغة العربية القديمة عدة تسميات مثل كلمة «قَحْبَة» والتي تعود إلى عصور الجاهلية، حيث نشأت الكلمة لأن العاهرات في الجاهلية كنٌ يقححن (يسعلن) للرجال المارة، كإعلان لمكانهن. ويسمى الرجل الذي ينظم عمل العاهرات ويتقاضى مقابل تشغيلهن أجراً بالقواد وإذا كان يفعل ذلك بنساء يمتون له بصلة قربى فيسمى «ديوثاً»، وتسمى المرأة التي تنظم عمل العاهرات ب«البطرونة».

## وصلات خارجية
- قاعدة بيانات حول نشاطات الدعارة حول العالم. (بالإنجليزية)
- قضايا حقوق العاملين بالدعارة والمنظمات المعنية حول العالم (بالإنجليزية)
- روهرر، فينلو (22 فبراير 2008). «الرجال الذين ينامون مع العاهرات»، مجلة البي بي سي (بالإنجليزية)